# Christian Vandekerkhove
Christian Vandekerkhove (Antwerpen, 25 september 1953) is een Belgische schrijver, docent en spreker. Hij schrijft boeken over het paranormale en spiritualiteit en geeft lezingen en voorstellingen. Hij is de zoon van Roger Vandekerkhove.

## Biografie
Na studies informatica verdiepte hij zich in vergelijkende godsdienstwetenschappen aan de Faculteit voor Vergelijkende Godsdienstwetenschappen (FVG, Antwerpen) waar hij in 2006 zijn masterdiploma behaalde, met als proefschrift: Johannes Jacobus Poortman, het Hylisch Pluralisme en de Multicorporaliteit als mogelijk epistemologisch sluitstuk in de kloof tussen wetenschap en religie en tussen de religies onderling. 
Hij is daar inmiddels ook docent in theosofie, parapsychologie en hylisch pluralisme.
Hij is bestuurslid in de Belgische Theosofische Vereniging en lid van de opperraad van de Belgische Martinistenorde en sedert 7 juli 2024 Souverein Grootmeester van deze Orde. Van 2006 tot 2022 was hij voorzitter van de Antwerpse kerkgemeenschap van de Vrij-Katholieke Kerk.

## Gepubliceerde boeken[2]
- Ontwikkel uw paranormale vermogens (door middel van fosfenen), Antwerpen Uitgeverij Parsifal, (1982)
- Ontwikkel uw paranormale vermogens, Almere Haven, Uitgeverij Christina, (1995)
- Paranormaal zijn we allemaal, (The House of Books, (1ste druk: november 2008), (2de en 3de druk: december 2008), (4de druk: februari 2009)
- Ontwikkel je zesde zintuig, met de ziel van het licht, The House of Books, (2009), (2de uitgebreide editie: Bloom, 2023)
- Het paranormale is onder ons, de wonderen van Meester Philippe, Mens & Cultuur Uitgevers, (2009) (Over Meester Philippe (25 april 1849 - 2 juli 1905))
- 1000 Boeddhistische Wijsheden, Mens & Cultuur Uitgevers, (2010)
- Aan de voeten van de Meester, werkboek, Mens & Cultuur Uitgevers, in co-editie met Sharanam Books, (2011)
- Franciscus, de allerlaatste paus?, Mens & Cultuur Uitgevers, (2013)
- Magie en bescherming, Mens & Cultuur Uitgevers, in co-editie met Sharanam Books, (2017)
- How te be ZEN, De Lantaarn, (2018)
- Frans Wittemans, Vrijmetelaar, Theosoof, Rozenkruiser, Martinist en Pacifist, Sharanam Books, (2023)
- Sport zonder strijd, Spel zonder nijd, Sharanam Books, (2023)

## Vertaald werk
- Je suis Zen (vertaald door Christel Durantin), De Lantaarn, 2018
- Maître Philippe de Lyon, Sharanam Books, 2023
- Frans Wittemans et les Compagnons de la Hiérophanie de Belgique, Sharanam Books, 2023

## Gepubliceerd luisterboek
- Paranormaal zijn we allemaal, uitgegeven in DAISY-formaat door Luisterpunt (2008)

## Gepubliceerde artikels
Hij publiceert artikels in een aantal tijdschriften, zowel onder eigen naam als onder het pseudoniem Salilus.
Voor het tijdschrift Bres schreef hij 10 jaar lang (van 1976 tot 1986) de Belgische rubriek, eerst onder de titel Belgische kroniek, later als Nieuws uit Vlaanderen. Hij schrijft regelmatig bijdragen in Het Witte Lotusblad, Shanti, L'Initiation, Mantra en Open Paradigma.